# Єзуїти в Китаї

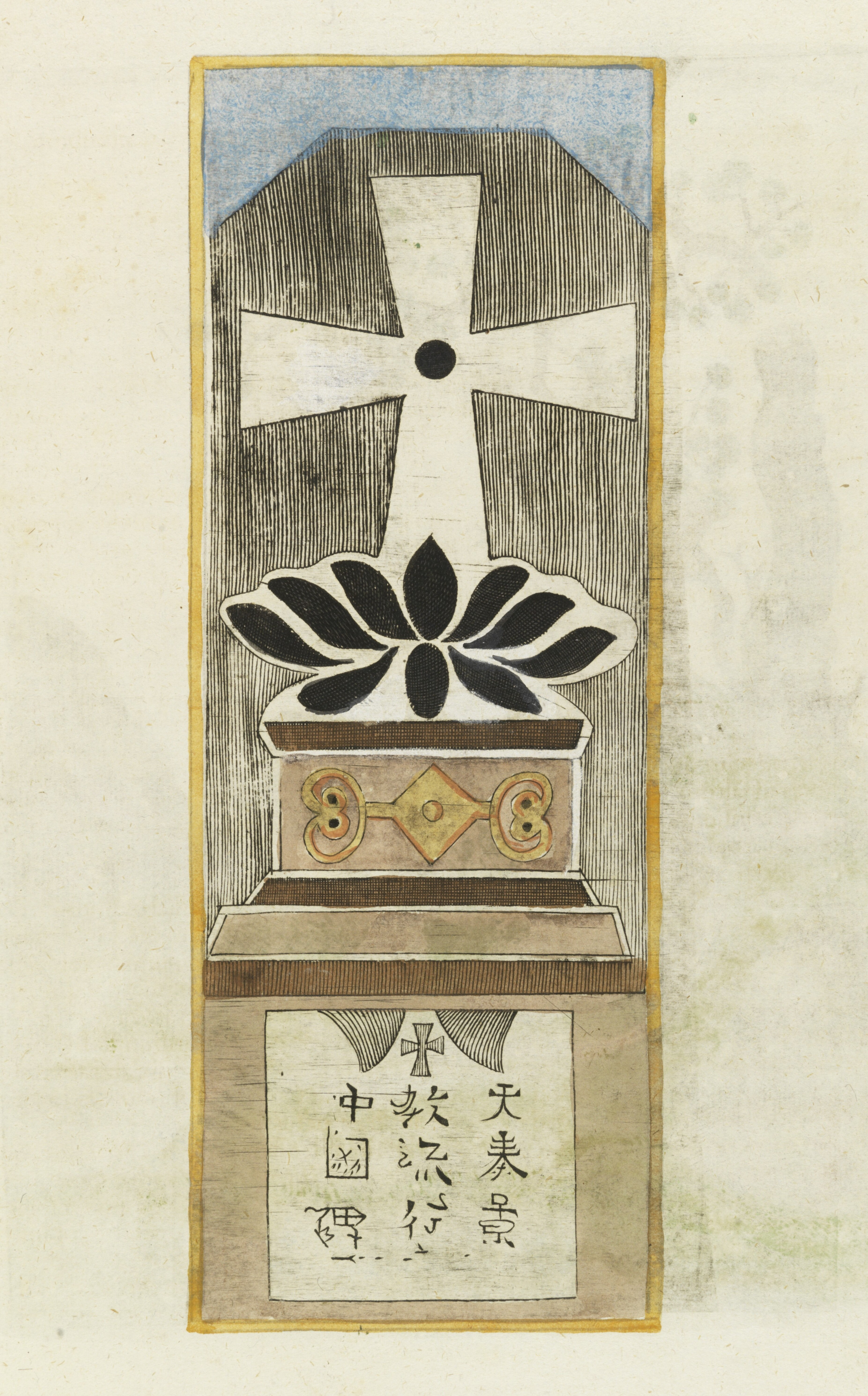
Несторіанська стела, з трактату Міхала Бойма Flora_Sinensis (1656)

Контакти між Азією і Заходом проходили вже в 13 столітті, особливо між папством і Монгольською імперією. Численні торговці - найбільш відомий Марко Поло - подорожували Євразією. Християнство не було новим ані для китайців, ані для монголів, оскільки несторіанські спільноти існували у Східній Азії з 7 століття. Проте, повалення монголів (династія Юань) династією Мін в 1368 призвело до сильного тиску на мусульманську, єврейську та християнську громади. До 16 століття, немає достовірної інформації про практикуючих християн, що залишилися в Китаї.

## Заснування місії
Перший португальський дослідник, Хорхе Альварес, дістався до Китаю в 1513 році. На відміну від ранніх європейських мандрівників, які пересувалися суходолом, європейці почали прибувати на південно-східне узбережжя Китаю на власних човнах.
Досить скоро після встановлення прямого європейського морського контакту з Китаєм і створення Товариства Ісуса (1540), принаймні, деякі китайці стали брати участь в зусиллях єзуїтів. Є відомості про двох китайських хлопчиків що навчалися в єзуїтів у колегії Св. Павла в Гоа (Індія) вже у 1546 році. Один з них, Антоніо, супроводжував Франциска Ксаверія, співзасновника Товариства Ісуса, який вирішив почати місіонерську роботу в Китаї. Однак, Ксавьєрієві вдалося лише дістатися до китайської землі: він помер у 1552 році на острові Шанчуань біля узбережжя провінції Гуандун (на той час це було єдине місце в Китаї, де європейцям дозволили оселення, але тільки протягом сезону торгівлі).
Через кілька років після смерті Ксаверія португальці отримали дозвіл встановити напів-постійне поселення в Макао, яке було приблизно в 100 км ближче до дельті річки Чжуцзян. Місце було відвідано рядом єзуїтів, і в 1563 році орден заснував постійну місіонерську колонію. Напочатку перешкодою місіонерській роботі була відсутність володіння китайською мовою, оскільки дуже невелика кількість китайців в Макао розмовляли португальською. Алессандро Валіньяно, який перебував з візитом в Макао в 1578-1579, це зрозумів. Він заснував єзуїтську колегію Св. Павла в Макао і звернувся до начальства ордена в Гоа за кадровою підтримкою. Відповідно, в 1579 році до Макао було направлено італійця Мікеле Руджері (1543-1607), і в 1582 році до нього приєднався інший італійський єзуїт, Маттео Річчі (1552-1610). Річчі, Руджері та їх послідовники мали амбіційне бажання приєднати китайську цивілізацію до християнського світу.
Ця мета була близька до втілення лише наприкінці існування династії Мін, коли Чжу Юцзянь 朱聿鍵 (правл. 1645-6) був майже навернутий до християнства.

## Значення впливу Маттео Річчі

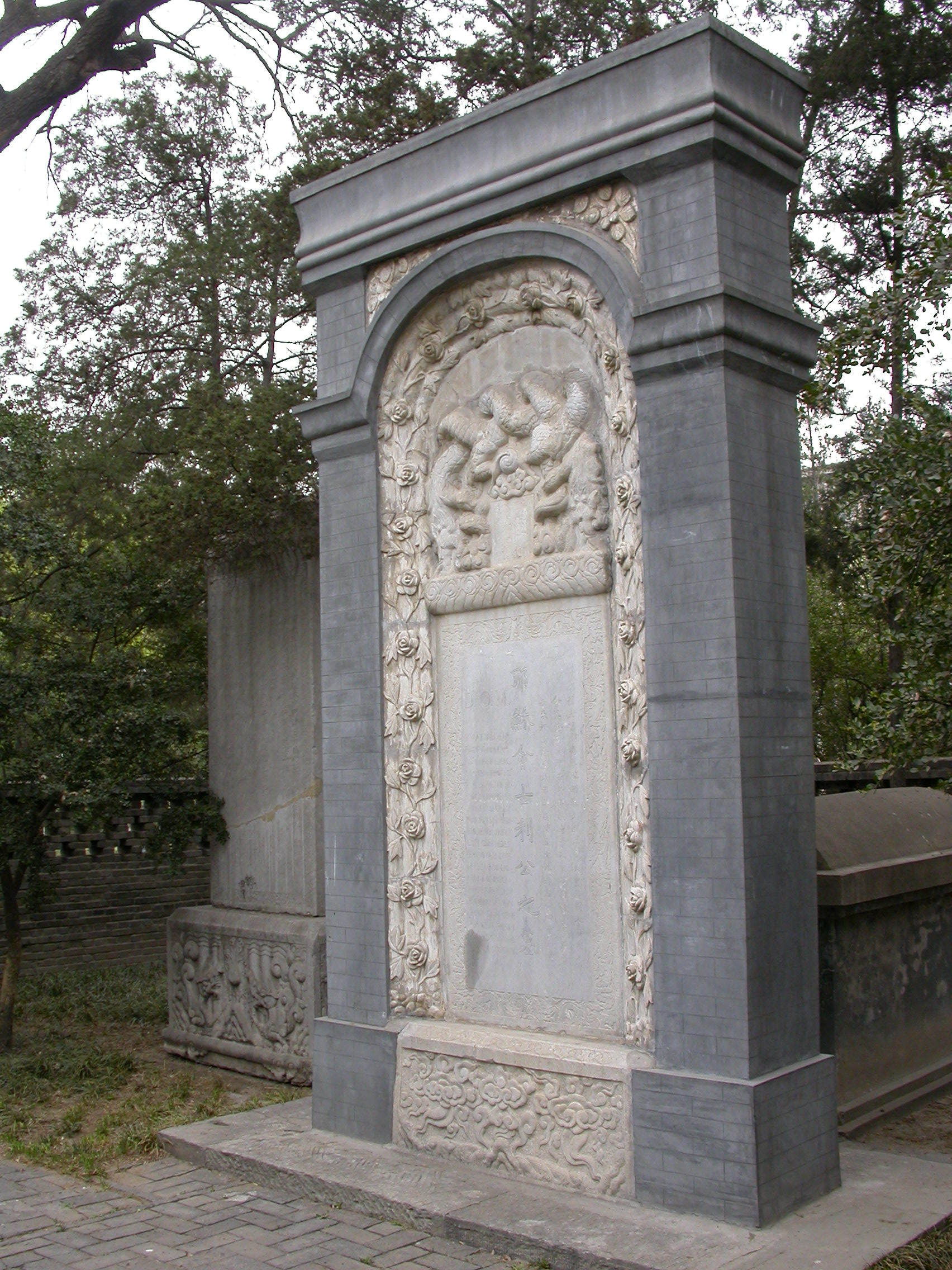
Могильна стела М.Річчі в Пекіні

Річчі прибув до Китаю у віці 30 років і провів там залишок свого життя. Також, проводилися заклики до священиків - чоловіків, які були б не тільки "освідченні", але й "талановиті, так як ми маємо справу з розумними і вченими людьми". Деякі відповіли, і Річчі почав навчати їх, щоб вони могли проникати до китайської влади, пропонуючи судову  та наукову допомогу. Послідовники Річчі мали намір провести повну де-вестернізації себе, щоб прийняти конфуціанську адаптації, їх стиль життя, образ думок, проповідуючи і поклонінняючись. Обидва єзуїта Річчі і Руджері відчували, що це було б можливо: "довести, ці християнські доктрини. Вони були вже закладені в класичних роботах китайського народу, хоча і  маскувалися". Справді, вони та їхні послідовники були переконані, що "прийде день, коли одностайно всі місіонери в Китаї будуть виглядати в древніх текстах сліди первинної одкровення". Варто зазначити, що була деяка напруга у роботі між Річчі та його послідовниками і тими хто був з Руджері. Річчі фокусувався на адаптації до конфуціанства і рішуче відкидав даосизм , в той час як в тезах Руджері була ближче спорідненість між Дао, китайською думкою і втіленням Логосу Нового Завіту. У 1584 Руджері опублікував першу єзуїтську книгу латинською мовою  в Китаї, яка пізніше була переведена на китайську Річчі з ім'ям Тянь Чжу Ши-лу. У ній він обговорював існування і атрибути Бога, а також його провидіння. Він пояснив, як людина може пізнати Бога через природні права, закони Мойсея, і християнські закони. Він писав про втілення Христа словом і обговорення таїнства.
У своєму щоденнику Річчі писав: «З ранку до вечора я зайнятий обговоренням доктрини нашої віри. Багато бажання відмовитися від своїх кумирів і стати християнами." Його місіонерські наміри були явними:
«Робота євангелізації, зробити християнами, вони повинні бути спрямовані в Пекіні і в провінції … слідуючи методам мирного проникнення і культурної адаптації. Європеїзм буде цуратися. Зв'язки з європейцями, зокрема з португальцями в Макао , повинні бути зведені до мінімуму. Прагніть зробити добрими християнами, а не народ із небайдужих християн … Зрештою, коли у нас є неабияка кількість християн, то, можливо, це дає право звернутися до імператора з проханням, про права людей з християнською вірою сповідувати свою релігію, оскільки це не суперечить законам Китаю. Наш Господь відкриє для нас помалу відповідних коштів для забезпечення у цьому питанні Його святій волі.
Коли Річчі помер в 1610 році в Пекіні, більше двох тисяч китайців з усіх верств суспільства сповідали свою віру в Ісуса Христа. Так само, як і Річчі, інші з його послідовників провели у Китаї більшість життя. Цей рівень прихильності було обумовлено з технічних причин: подорож з Європи в Китай взяла б багато місяців, а іноді й років, а навчання мові і культурі країни були б ще більш трудомісткими. Коли єзуїт з Китаю зробив подорож до Європи, він, як правило, робив це як представник ("прокурора") Китайської Місії, на нього було покладено завдання підбору єзуїтів священиків  які б мали приїхати в Китай. Він повинен був забезпечити незмінну підтримку Місії від центральні влади церкви, створити сприятливі умови для реклами Місії та її політики, публікуючи як наукову так і популярну літературу про Китай і єзуїтів.

## Пізніша історія
Падіння династії Мін (1644) і завоювання Китаю  маньчжурами принесли ускладнення в роботі єзуїтів у Китаї. Хоча деяким з них вдалося справити враження на маньчжурських командирів через демонстрацію надбань західної науки, їх ввічливо запросили в новий порядок (Йоганн Адам Шаль фон Белл в Пекіні в 1644 році, або Мартіно Мартіні в Веньчжоу близько 1645—1646), інші зазнали ув'язнення (Лодовіко Бугліо, Габріель де Magalhaes в провінції Сичуань в 1647—1648, або Альваро Семедо Кантоні в 1649 році). Пізніше Йоганн Грубер був в Пекіні між 1656 і 1661.
Протягом декількох років війни між новоствореною Цін і лоялістами династії Мін в південному Китаї єзуїти знаходилися на різних сторонах лінії фронту: у той час як Адам Шаль був важливим радником цінського імператора Шуньчжи в Пекіні, Міхал Бойм (1614, Львів - 1659, Гуансі) подорожував з джунглів на південному заході Китаю в Рим, несучи благання про допомогу останньому правителеві династії Мін. Бойм повернувся з відповіддю Папи, який обіцяв молитву, після чого прийшла допомога з Макао. Імператор був проти моногамії, але багато людей в його дворі були хрещені.
У 1685 році французький король Людовик XIV направив місію з п'яти єзуїтських "математиків" в Китай у спробі зламати португальське переважання.